# Sara Ezquerro
Sara Ezquerro de las Heras (* 5. April 1999 in Madrid) ist eine ehemalige spanische Fußballtorhüterin.

## Karriere
Sara Ezquerro begann ihre Fußballlaufbahn bei Torrelodones Club de Fútbol im gleichnamigen Vorort von Madrid. Im Jahr 2013 wechselte sie in die C-Mannschaft von Atlético Madrid, wo sie zwei Saisons verbrachte, ehe ihr der Sprung in die Zweitmannschaft des Klubs gelang, die in der zweiten Spielklasse vertreten war. 
Im Mai 2016 gelangte Sara Ezquerro unfreiwillig in die Schlagzeilen der spanischen Presse, nachdem ein Foto von ihr in den sozialen Netzwerken publiziert wurde, auf dem sie zusammen mit einer Freundin im Vorfeld des Champions League Finales mit einem Fanschal des Stadtrivalen Real Madrid zu sehen war. Im Endspiel des höchsten europäischen Fußballwettbewerbes setzten sich die „Königlichen“ im Elfmeterschießen gerade gegen Atlético durch. Die damals 17-jährige Torhüterin musste in der Folge nicht nur Hasskommentare bis hin zu Vergewaltigungs- und Morddrohungen erfahren, sondern wurde auch von ihrem Klub Atlético Madrid entlassen. In einem offenen Brief stellte sie nach ihrem Rauswurf klar, dass das Bild ohne ihr Wissen publiziert wurde und entschuldigte sich bei den Anhängern Atlético Madrids, die sich durch das Foto verletzt gefühlt haben könnten.
Daraufhin nahm sie der Frauenfußballverein CD Tacón auf, der in der Folgesaison ebenfalls in der Segunda División spielte. Mit ihrer neuen Mannschaft gelang Sara Ezquerro 2018/19, nach Platz eins im Grunddurchgang und Playoff Siegen gegen Saragossa CFF und Santa Teresa CD, der Aufstieg in die Primera División. Im Sommer dieses Jahres verkündete zudem Real Madrid, dass sie ab 1. Juli 2020 CD Tacón übernehmen und zu ihrer Frauenfußballsektion machen wollen. In ihrem ersten Spieljahr in der Primera División kam Sara Ezquerro, die hinter Yohana Gómez und Ana Valles nur dritte Torhüterin war, zu keinem Einsatz in der Meisterschaft, bestritt jedoch beide Spiele der Copa de la Reina, in der ihre Mannschaft das Viertelfinale erreichte. In der Saison 2020/21, bereits als Real Madrid, war sie erneut nach Einsatzzeit dritte Torfrau hinter Misa Rodríguez und Yohana Gómez, konnte jedoch am 20. Juni 2021 gegen Santa Teresa CD ihr Debüt in der ersten Liga feiern, als sie in der 77. Minute eingewechselt wurde. Im Sommer 2021 unterschrieb Sara Ezquerro für den Zweitligisten FC Levante Las Planas, mit dem sie im anschließenden Spieljahr als Stammtorhüterin Platz eins in der Gruppe Nord erreichte, der ihrer Mannschaft den Aufstieg in die Primera División sicherte. Sie selbst wechselte daraufhin jedoch erneut innerhalb der zweiten Spielklasse zu Real Oviedo, mit dem sie es 2022/23 auf sechs Einsätze in der Liga und zwei im Pokal brachte. Im Anschluss an die Saison beendete Sara Ezquerro ihre Profilaufbahn.